# Sho Murata
Sho Murata (村田 翔 Murata Sho?, nacido el 2 de abril de 1987 en Tokio) es un futbolista japonés que se desempeña como centrocampista.

## Trayectoria

### Clubes
| Club                | País  | Año         |
| ------------------- | ----- | ----------- |
| Mito HollyHock      | Japón | 2010 - 2012 |
| Briobecca Urayasu   | Japón | 2013 - 2016 |
| Thespakusatsu Gunma | Japón | 2017        |

## Estadística de carrera

### J. League
| Club                | Año   | J. League | J. League | Copa J. League | Copa J. League | Total | Total |
| Club                | Año   | Part.     | Goles     | Part.          | Goles          | Part. | Goles |
| ------------------- | ----- | --------- | --------- | -------------- | -------------- | ----- | ----- |
| Mito HollyHock      | 2010  | 29        | 0         | -              | -              | 29    | 0     |
| Mito HollyHock      | 2011  | 35        | 1         | -              | -              | 35    | 1     |
| Mito HollyHock      | 2012  | 10        | 0         | -              | -              | 10    | 0     |
| Thespakusatsu Gunma | 2017  | 2         | 0         | -              | -              | 2     | 0     |
| Total               | Total | 76        | 1         | 0              | 0              | 76    | 1     |